# Pinjante

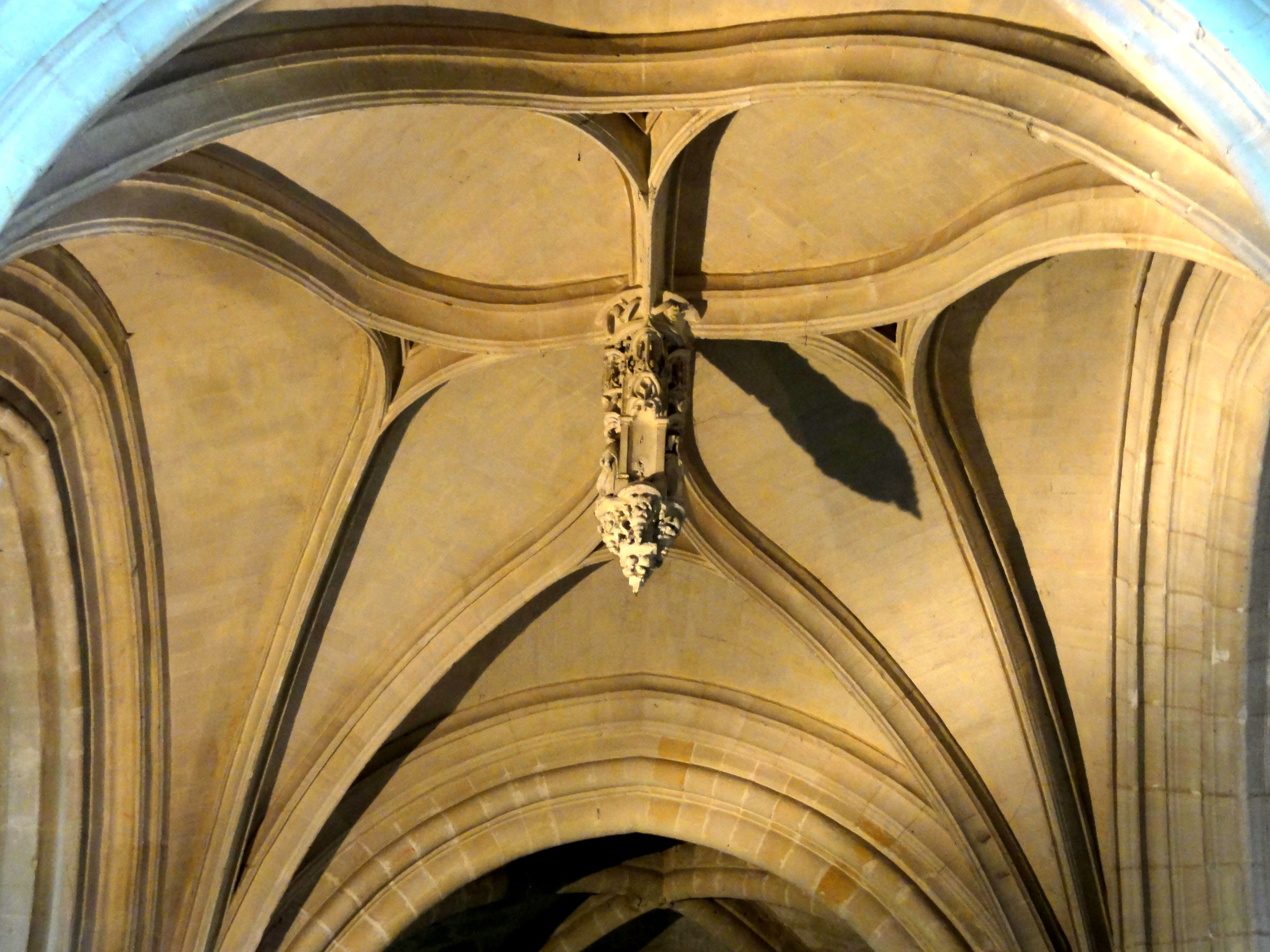
Capilla de Saint-Denis en la Catedral de Senlis.

Pinjante es el motivo ornamental en forma de florón colgante que está colocado en la intersección de los nervios de la clave de una bóveda, en la dovela central de un arco o cualquier otro elemento arquitectónico. 
Los más comunes son los empleados en los centros de las bóvedas en la arquitectura gótica flamígera. En las techumbres de estilo mudéjar, normalmente se compone de un adorno colgante en forma de piña, como por ejemplo, en el Palacio de los Reyes Católicos de la Aljafería de Zaragoza. En la solución practicada durante el renacimiento y el barroco se emplea también, donde los arcos se presentan sostenidos por columnas alternas, el pinjante está colocado entre los arcos suspendidos sin apoyo de columna, como se aprecian en el claustro de Santo Domingo en Vich.

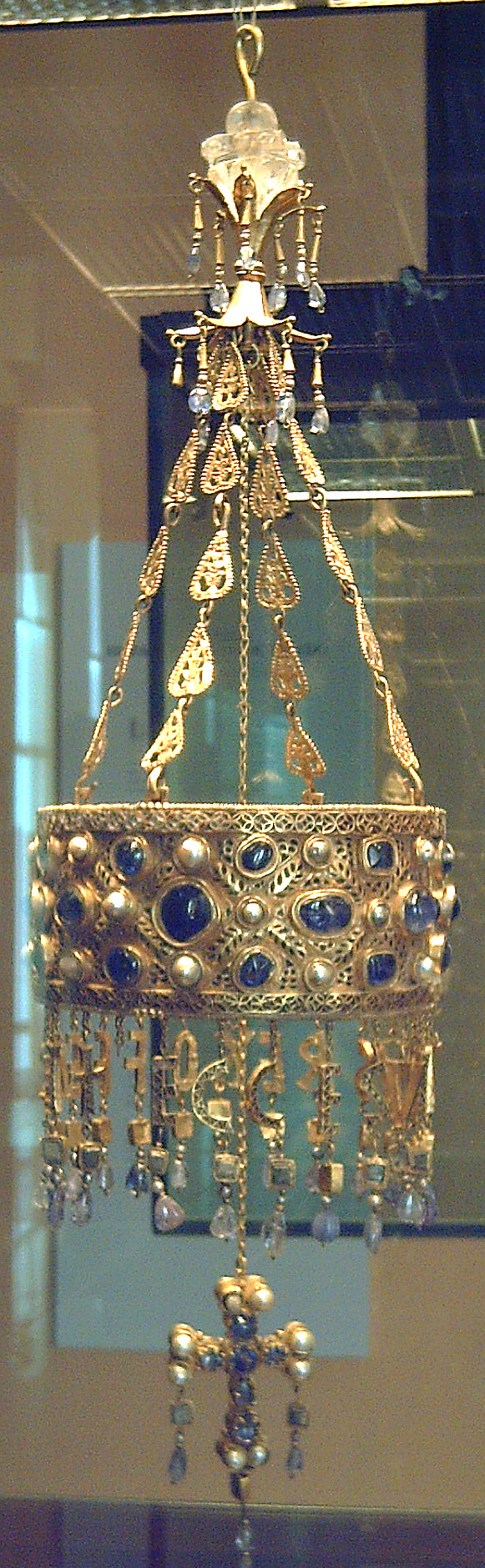
Corona votiva del rey Recesvinto. (Museo Arqueológico Nacional de Madrid).

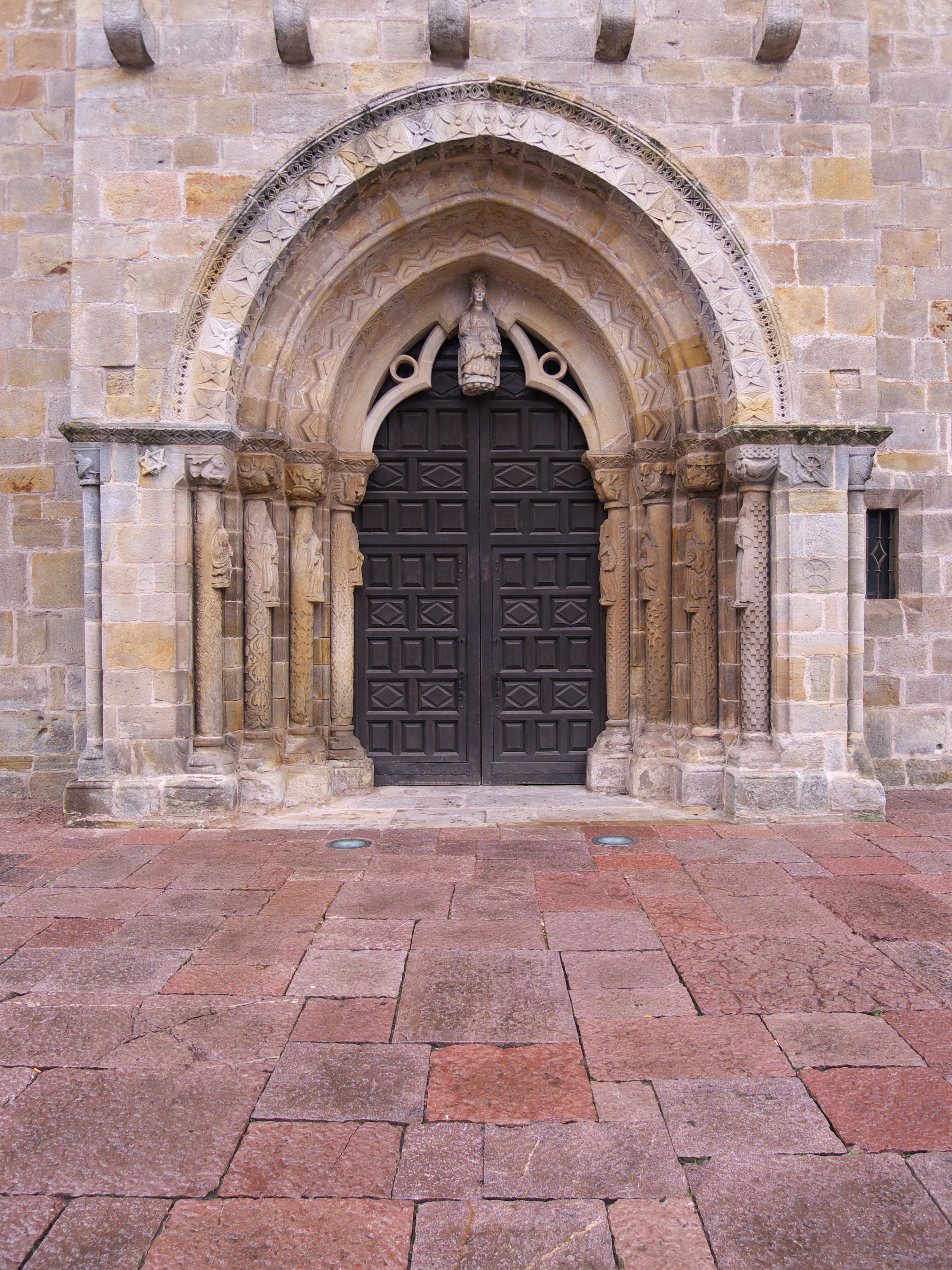
Pinjante (la Virgen con el Niño) en la portada de la iglesia de Santa María de la Oliva (Villaviciosa).

## Orfebrería
En orfebrería es todo adorno que cuelga con efecto decorativo en las joyas, como en las coronas votivas visigóticas, como ejemplo la del rey Recesvinto que cuelgan unas letras con la leyenda Reccesvinthus rex offeret. En la orfebrería arábiga andaluza se encuentran pinjantes o colgantes de los siglos XIII al XIV que servían para suspenderlos en los jaeces de los caballos.

## Véase también

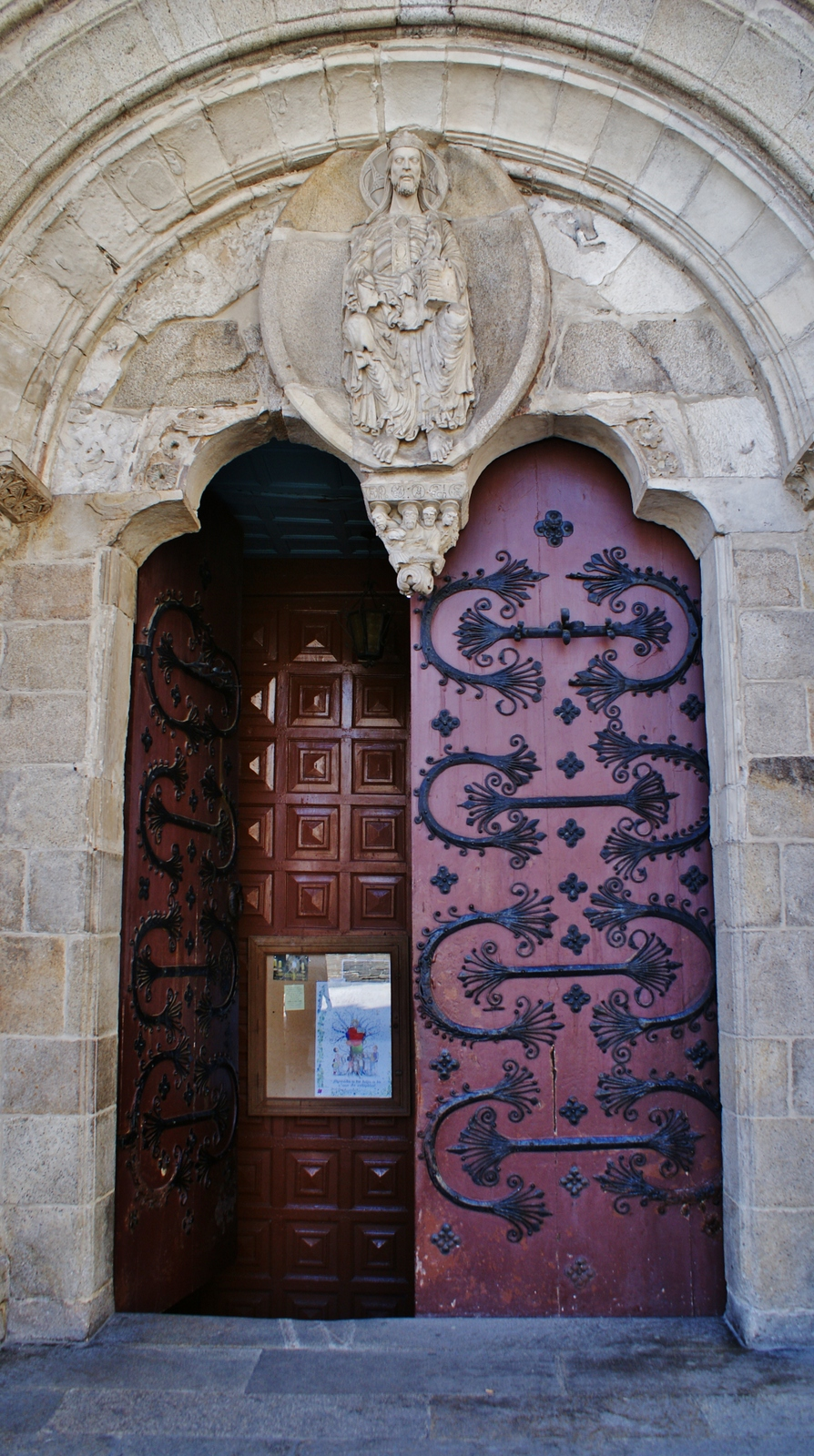
Catedral de Lugo.
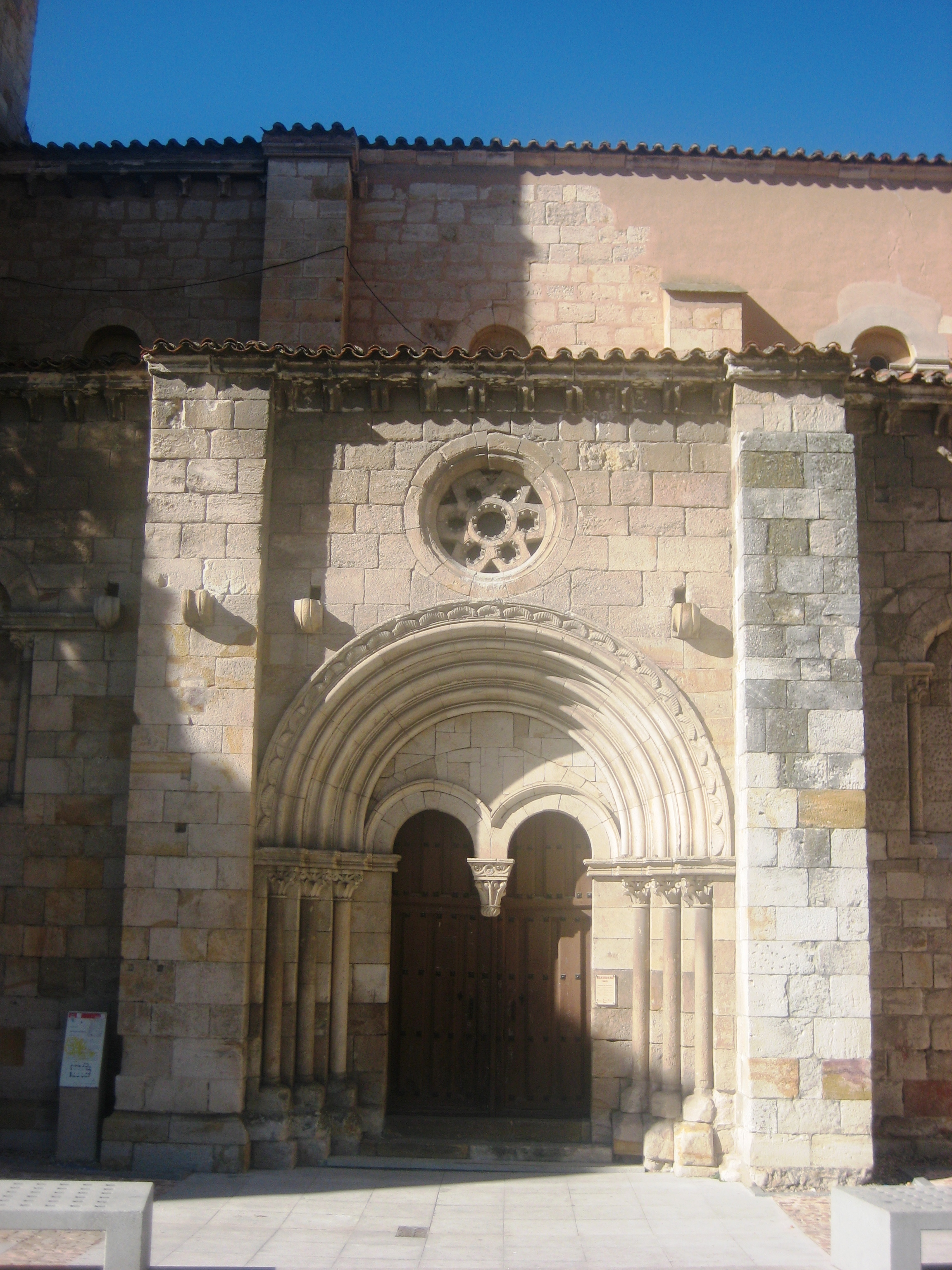
Iglesia de Santiago del Burgo (Zamora).